# Dianella sandwicensis
Espèce
Classification APG IV (2016)
Dianella sandwicensis est une espèce de plante à fleur monocotylédone. Elle appartient à la famille des Liliaceae selon la classification classique, ou à celle des Asphodelaceae ( sous-famille des Hemerocallidoideae) selon la classification phylogénétique APG IV (2016) .
Elle est originaire du Pacifique : Nouvelle-Calédonie, Hawaii, les îles Marquises...

## Synonymes
- Dianella lavarum O.Deg.
- Dianella multipedicellata O.Deg.